# Королівство Хорватія і Славонія
Королівство Хорватія і Славонія (хорв. Kraljevina Hrvatska i Slavonija, угор. Horvát-Szlavón Királyság; нім. Königreich Kroatien und Slawonien) — сполучене королівство, що входило до складу Австро-Угорської монархії і належало до її транслейтанської частини; складалося з Хорватського королівства, королівства Славонії і розташованої між цими обома землями так званої колишньої Хорватсько-Славонської Військової Границі. Межувало на півночі і сході з Угорщиною, від якої відокремлювалось річками Дравою і Дунаєм, на південно-сході та сході — з Сербією і Боснією, відокремлюючись від них річкою Савою, на південному заході — з Далмацією, Істрією і Адріатичним морем, на північно — заході — з Крайною та Штирією. Вся країна має площу 42 535,25 км ², з яких на Хорватію припадає 13 525,14 км², на Славонію — 9 435,68 км² і на колишню Військову Границю- 19 574,43 км². Хорватія має поділ на п'ять комітатів, а Славонія — на три.
Королівством правив король-імператор Австро-Угорщини (Kaiser und König) з династії Габсбургів як король Угорщини. Він мав титул «король Хорватії і Славонії». Король призначав бана Хорватії і Славонії.
Королівство підкреслювало свої претензії на Королівство Далмація своєю титульною назвою «триєдине Королівство Хорватії, Славонії і Далмації», яка використовувалася в Транслейтанії, а також мало історичну назву Хорватське Королівство. Далмація була кронландом у складі Цислейтанії. Претензії мали підтримку угорського уряду, за для збільшення впливу угорців у дуалістичній імперії. Унія між двома хорватськими теренами Австро-Угорщини, так і не відбулася Відповідно до статті 53 хорватсько-угорської угоди, яка регулювала політичний статус Хорватії в Угорщині у складі Австро-Угорщини, офіційний титул був «Бан Королівства Далмація, Хорватія і Славонія».

## Історія
Королівство Хорватії-Славонії було створено в 1868 році, коли колишні королівства Хорватія і Славонія були об'єднані в одне королівство. Хорватський парламент, не легітимно обраний, підтвердив підпорядкованість Хорватії-Славонії Угорщині в 1868 році з підписанням конституції угорсько-хорватського Союзу за назвою Nagodba. Це королівство включало частини сучасної Хорватії та Сербії (східну частину Срему).
Після австро-угорської угоди 1867 р. єдиним відкритим питанням у новий державі, був статус Хорватії, яке було вирішено з угорсько-хорватським компромісом 1868 року, коли було досягнуто згоди між парламентом Угорщини, з одного боку, і парламентом Хорватії-Славонії, з іншого боку, спільним прийняттям конституційних спірних питань між ними

## Уряд
Автономний уряд або уряд крайовий (хорв. Zemaljska vlada), створений в 1868 в Загребі, до 1914 року володів трьома відомствами:
- Департамент внутрішніх справ (хорв. Odjel za unutarnje poslove);
- Департамент з релігії та освіти (хорв. Odjel za bogoštovlje i nastavu);
- Департамент з питань юстиції (хорв. Odjel za pravosuđe).

У 1914 році був доданий четвертий відділ національної економіки (хорв. Odjel za narodno gospodarstvo).
На чолі автономного уряду в Хорватії-Славонії стояв бан, який був підзвітним перед хорватсько-славонсько-далматинським парламентом

## Адміністративний поділ

Адміністративний поділ Королівства Хорватія і Славонія

У листопаді 1874, за часів правління бана Івана Мажуранича, Хорватія-Славонія була поділена на вісім округів:
1. Модруш-Рієцька жупанія
2. Загребська жупанія
3. Вараждинська жупанія
4. Б'єловарсько-Крижевецька жупанія
5. Вировитицька жупанія
6. Пожезька жупанія
7. Сремська жупанія
8. Ліцько-Крбавська жупанія

Ліка-Крбава стала округом після включення Хорватської Військової Границі до складу Королівства Хорватії і Славонії в 1881 році. Округи були згодом розділені на 77 районів, які потім були розділені на округи і муніципалітети.

## Демографія
Згідно з переписом 1910, загальна чисельність населення 2,621,954, наступних національностей:

### Національність
- Хорвати: 1638354 (62,5 %)
- Серби: 644955 (24,6 %)
- Німці: 134078 (5 %)
- Угорці: 105948 (4,1 %)
- Інші: 98619 (+3,8 %)

### Релігія
- Римо-католики: 1,877,833
- Православні: 653,184
- Протестанти: 51,707
- Уніати: 17592